# Mário Garnero
Mário Bernardo Garnero (Campinas, 15 de agosto de 1937) é um empresário, banqueiro e  investidor brasileiro.

## Biografia
Nascido em Campinas, transferiu-se ainda criança (1947), com a família, para a cidade de São Paulo. Conclui o ginásio no Colégio São Luís, em 1952.
Em 1957 ingressou na Faculdade de Direito da Pontifícia Universidade Católica de São Paulo (PUC-SP). No seu terceiro ano de faculdade, foi eleito presidente do Centro Acadêmico 22 de Agosto. Durante sua gestão, o Centro promoveu debates de cunho social e político e viveu sua fase como protagonista entre o Movimento Estudantil e as universidades brasileiras engajadas no cenário político da época e foram realizados diversos ciclos de estudos. Durante um desses ciclos, foi realizada palestra de Juscelino Kubitschek. Um ano depois, em 1961, Mario tornou-se o coordenador da campanha pela reeleição de JK, com quem trabalhou até 1964. Também durante este período já ocupava o cargo de diretor no Grupo Monteiro Aranha.
Em 1962, junto com Roberto Isnard, fundou o Instituto Nacional de Estudos Superiores, com o intuito de debater temas políticos nacionais. No mesmo ano, patrocinou, a pedido do embaixador Lincoln Gordon, a visita de Henry Kissinger ao Brasil.[carece de fontes?]
Em 1963, Garnero recebeu o título de Cidadão Paulistano, concedido pela Câmara Municipal de São Paulo.[carece de fontes?]
Na década de 1970, Mario Garnero já estava completamente envolvido no mundo corporativo. Assumiu a diretoria do departamento jurídico da Volkswagen no Brasil em 1970 e em 1974 a diretoria de relações industriais. Enquanto ocupou este cargo, foi um dos responsáveis pela introdução dos carros movidos a álcool no Brasil. Paralelamente às suas atividades na Volks, assumiu a  presidência da Associação Nacional dos Fabricantes de Veículos Automotores (ANFAVEA), em 1974.
Em 1975, fundou, juntamente com seu amigo Caio Alcântara Machado, o Fórum das Américas,  organização que promove eventos para  a discussão de temas integrantes da agenda brasileira para o continente, tais como  direitos humanos, democracia, meio ambiente e integração econômica regional.
No ano seguinte, Garnero promoveu o I Seminário Internacional sobre Investimentos no Brasil, em Salzburgo, na Áustria. Após o seminário, o Brasilinvest, banco de Garnero, começou a operar como banco de negócios, intermediando investimentos estrangeiros no Brasil. Desde seu início, em 1975, a empresa contou com sócios das mais diversas partes do mundo: japoneses, americanos, franceses, alemães, suíços, espanhóis e até mesmo de países então socialistas, como a antiga Iugoslávia.[carece de fontes?] A China, que passava pelas Reformas Econômicas comandadas por Deng Xiaoping a partir do final dos anos 1970, chamou a atenção de Garnero e o Brasilinvest abriu um escritório na China em 1981.
Em 1976, Garnero foi convidado pelo então Ministro do Interior, Rangel Reis, para ser presidente do projeto Rondon, com a missão de elevar o número de estudantes envolvidos no projeto de 20 mil para 100 mil. Garnero assumiu a presidência do Conselho do Projeto e, depois de três anos de mandato, 150 mil estudantes participavam do projeto.[carece de fontes?]
Já no cargo da presidência de seu próprio negócio, o grupo Brasilinvest, Mario comandou a expansão do braço do grupo nas telecomunicações. Em 1978 o Brasilinvest já detinha ações da ISEC e em sociedade com o grupo Pereira Lopes compram 51% das ações da ITT e a ISEC pasa a se chamar  Unipec em 1979. No ano de 1981 firma uma das maiores parcerias no setor de  telecomunicações brasileira ao se tornar a sócia da NEC no Brasil e passar a sócia brasileira no lugar da Docas de Santos. Este foi o primeiro passo para a implantação de telefonia móvel no Brasil. [carece de fontes?].
Em 1979, Garnero entra para a Comissão Nacional de Energia. Em setembro do referido ano, discursou na cerimônia de assinatura do protocolo entre a ANFAVEA e o governo federal, para produzir carro a álcool.[carece de fontes?]
Recebeu o título de "Personalidade Econômica Marcante” do Instituto Brasileiro de Comércio Exterior (IBRACEX) pelos serviços prestados à classe empresarial nacional e ao comércio exterior brasileiro. Foi escolhido como o "Homem de Vendas do ano" pela Associação dos Dirigentes de Vendas do Brasil em 1980.[carece de fontes?] Em junho de 1982, assumiu a presidência da Confederação Nacional da Indústria e exerceu o cargo por seis meses. No ano seguinte, recebeu em Nova York o prêmio Special Merit Award, concedido pela Câmara de Comércio Brasil-EUA.
Mesmo com a economia brasileira passando por dificuldades, em 1982, por meio da Telematic, o Grupo Brasilinvest começou a montar computadores de médio porte, o DPS-T1. No ano seguinte, a empresa se retiraria da Labo Computadores e negociaria com o controlador majoritário, a Brasilpar, a troca de 5% da sua participação por computadores fabricados pela empresa. Desta forma, foi dado início ao Consórcio Nacional Brasilinvest para computadores de uso pessoal em Ribeirão Preto.[carece de fontes?]
Enquanto as taxas de juros internacionais preocupavam os administradores da dívida externa brasileira em 1983, Mario Garnero se reuniu com o ex-Secretário do Tesouro dos Estados Unidos nas gestões de Nixon e Ford, William Simon, que também era sócio do grupo Brasilinvest. Participaram também da reunião os Ministros Delfim Neto, Carlos Geraldo Langoni e o Presidente do Banco Central.[carece de fontes?]
A década de 1980 começou com mudanças drásticas na política brasileira, tendo como diretrizes o controle da inflação e o déficit no balanço de pagamentos. Em 1983 a NEC Brasil ponderou as contínuas resoluções do governo brasileiro de proteção às indústrias locais. A importação de produtos industrializados foi proibida e foram exigidos índices crescentes de nacionalização dos produtos fabricados no país. Para se adequar às medidas governamentais, o grupo, por meio de uma joint-venture, transferiu o controle acionário da NEC Brasil para a Brasilinvest e Mário Garnero passou a exercer o cargo de presidente do Conselho de Administração da NEC Brasil.
No final de 1983, recebeu, em Nova York, o prêmio “Visconde de Cayru”, atribuído a personalidades do setor empresarial que tenham contribuído para o desenvolvimento do comércio exterior brasileiro. No Brasil, foi condecorado com o título de "Homem do Ano".[carece de fontes?]
Em 13 de março de 1995, foi um dos fundadores e primeiro presidente do Instituto Interamericano de Estudos Jurídicos sobre o Mercosul e a Integração Continental. Em Mônaco, em 1997, presidiu uma conferência realizada pelo Fórum das Américas a fim de promover investimentos no Brasil. Também em parceria com o Fórum das Américas, criou, em 1998, a Associação das Nações Unidas - Brasil (ANUBRA).[carece de fontes?]
Em 2002, foi o único brasileiro a participar do encontro anual do Partido Republicano, em Beaver Creek, no Colorado. Na ocasião, Garnero entregou a Dick Cheney, à época vice-presidente dos Estados Unidos, uma carta escrita por José Dirceu, então presidente do PT. Na carta, Dirceu revelava que seu partido pretendia abrir um canal de diálogo com os republicanos e que, em breve, organizaria uma visita de Lula aos EUA. No Brasil, as pesquisas apontavam Lula em 1º lugar nas intenções de voto para Presidente da República. Diante do que parecia um cenário de risco, o dólar disparava, a economia nacional afundava e já se falava em moratória da dívida externa. Garnero tranquilizou os americanos durante o encontro e disse que o governo petista não promoveria rupturas políticas durante seu mandato. No fim de semana seguinte ao encontro de Beaver Creek, o PT divulgou a Carta ao Povo Brasileiro, que pregava o respeito aos contratos, o pagamento da dívida externa e a continuidade da política econômica.
Entretanto, o papel de Mario Garnero na aproximação entre o PT e o Presidente George W. Bush e os altos membros do governo norte-americano, como a Secretária de Estado dos EUA Condoleezza Rice é tido como sobrevalorizado e controverso. Embora a proximidade e os vínculos de Mario Garnero com os Republicanos e a família Bush fossem conhecidos, a aproximação e o estabelecimento das conversas entre os petistas e os republicanos devem-se mais aos trabalhos da diplomacia do Itamaraty e de outros membros do alto escalão do governo dos Estados Unidos.
Em 2002, Garnero recebeu o título de Cidadão Emérito, concedido pela Câmara Municipal de Campinas, sua cidade natal. Neste mesmo ano, através do Fórum das Américas, realiza uma conferência em Paris, com a participação de George Bush. Como consequência do grande sucesso do evento, uma nova edição foi promovida em 2003, em Romar um ano depois, em Londres, com a presença de Bush pai, de Margaret Thatcher, do príncipe André, duque de Iorque e Lord Rothschild.[carece de fontes?]
Em 2004 voltou a cena no Brasil, participando da intermedação entre o grande Banco estatal chinês Citic e o governo brasileiro e sendo convidado do então Presidente Lula para apresentar um seminário para atrair investimentos no nordeste. O seminário contou com a presença dos então Ministros Dilma Rousseff e o Ciro Gomes, do presidente do STF Nelson Jobim e do Presidente do Senado José Sarney.
A fim de discutir o desenvolvimento de soluções verdes para a economia - como o uso do biocombustível e de tecidos ecológicos, o Fórum das Américas e a ANUBRA realizaram, em 2007, um Fórum de Desenvolvimento Sustentável, em Nova York, com a presença de personalidades  políticas e  empresários  do Brasil e de outros países. Este evento contou com a palestra magna do ex-presidente norte-americano Bill Clinton. Em 2008, novamente Mario Garnero reuniu em Nova York colegas e potenciais investidores para uma nova versão do evento.
Em dezembro de 2008, foi escolhido como Personalidade de Visão Global, pela Associação dos Dirigentes de Vendas do Brasil (ADVB-SP) pela sua atuação nas últimas décadas como “diplomata corporativo”, conciliando e harmonizando interesses de agentes econômicos a favor do Brasil.
O Fórum de Desenvolvimento Sustentável ganhou nova edição também realizada em Nova York em setembro de 2011, sob o título de Brasil: A Nova Economia Global Verde.
Em 2020, foi o responsável por organizar um encontro presidencial entre Donald Trump e Jair Bolsonaro.

### Linha do Tempo
1937 – Nasce em Campinas;
1947 – Muda-se com a família para São Paulo;
1957 – Ingressa no curso de Direito na PUC-SP;
1960 – Conhece Juscelino Kubistschek e trabalha em sua campanha eleitoral até 1964;
1962 – Funda o INES;
1962 – Patrocina a vinda de Henry Kissinger ao Brasil;
1963 – Recebe o prêmio “Cidadão Paulistano”;
1965 – Funda o Fórum das Américas;
1970 a 1981 – Assume a diretoria do departamento jurídico da Volkswagen no Brasil e, posteriormente, a diretoria de relações industriais;
1974 – É eleito presidente da ANFAVEA;
1975 – Promove o I Seminário Internacional sobre Investimentos no Brasil em Salzburgo, Áustria;
1975 – Nasce o Grupo Brasilinvest;
1975 – É responsável pela nacionalização da ITT Standart Eletric S/A e da NEC;
1976 – É convidado por Rangel Reis para ser presidente do Projeto Rondon;
1979 – Entra para a Comissão Nacional de Energia;
1979 – Recebe o título de “Personalidade Econômica Marcante” do Instituto Brasileiro de Comércio Exterior (IBRACEX)
1980 – Eleito o "Homem de Vendas do Ano"
1982 – É recebido pelo Secretário de Estado norte-americano, George Shultz, para tratar da dívida externa brasileira.  Assume a presidência da Confederação Nacional da Indústria. Começa a montar computador de médio porte, o DPS-T1;
1983 – É recebido pelo Papa João Paulo II, no Vaticano;
1983 – Exerce o cargo de Presidente do Conselho Administrativo da NEC no Brasil;
1983 – Recebe o Ex-Secretário do Tesouro dos Estados Unidos William Simon
1983 – Recebe o prêmio “Special Merit Award” em Nova York. Recebe o prêmio  Visconde de Cayru” em Nova York;
1988 – Lança o livro "Jogo Duro: o caso Brasilinvest e outras histórias de velhas e novas Repúblicas”;
1990 – Cria o Banco Múltiplo Transcontinental;
1995 – Assume a presidência do JURISUL;
1997 – Vai a Mônaco realizar uma conferência Fórum das Américas;
1998 – Funda a ANUBRA;
2002 – Único brasileiro a participar do encontro anual do Partido Republicano dos Estados Unidos, em Beaver Creek;
2002 – Recebe título de Cidadão Emérito em Campinas;
2002 – Realiza conferência do Fórum das Américas em Paris, com a participação de George Bush;
2003 – Realiza conferência do Fórum das Américas em Roma, com a participação de George Bush
2004 – Realiza conferência do Fórum das Américas em Londres, com a presença de George Bush, de Margaret Thatcher, do príncipe André, duque de Iorque e de Lord Rothschild;
2007 – Promove o Fórum de Desenvolvimento Sustentável, em Nova York, com Bill Clinton;
2008 – Segunda edição do Fórum de Desenvolvimento Sustentável, em Nova York, com Bill Clinton. Premiado pela ADVB como "Personalidade de Visão Global"
2011 – Nova edição do Fórum de Desenvolvimento Sustentável em Nova York, com Bill Clinton.

## Livros publicados
- Energia o Futuro é Hoje
- Jogo Duro
- JK - A Coragem da Ambição
- O Escândalo NEC
- O Imperativo do Diálogo
- The 1st Mass Ethanol Project
- "Deus é Brasileiro" : Changing alcohol into fuel

## Publicações
- Getting to know JK